# Microtettigoniinae
Microtettigoniinae es una subfamilia de insectos ortópteros perteneciente a la familia Tettigoniidae. Su único género Microtettigonia, es originario de Australia.

## Géneros
Según Orthoptera Species File (28 mars 2010):
- Microtettigonia kangaroo Rentz, 1979
- Microtettigonia kutyeri Rentz, 2001
- Microtettigonia tachys Rentz, 1979
- Microtettigonia tunte Rentz, 2001
- Microtettigonia whippoo Rentz, 2001